# Суперкубок Франції з футболу 1957
Суперкубок Франції з футболу 1957 — 3-й розіграш турніру. Матч відбувся 7 червня 1957 року між чемпіоном Франції Сент-Етьєном та володарем кубка Франції Тулузою.
| Володар Суперкубка Франції 1957 |
| ------------------------------- |
|                                 |
| Сент-Етьєн Перший титул         |

## Матч

### Деталі
| 7 червня 1957 |

| Сент-Етьєн             | 2:1      | Тулуза       |
| ---------------------- | -------- | ------------ |
| Олексяк 6' Фуїльєн 38' | Протокол | Казанова 25' |

| Муніципальний стадіон, Тулуза Глядачів: 11 254 Арбітр: Рене Бекре |

| В                 |  | Клод Абб          |
| З                 |  | Хуан Касадо       |
| З                 |  | Рішар Тилінський  |
| З                 |  | Франсуа Вікар     |
| ПЗ                |  | Рене Домінго      |
| ПЗ                |  | Рене Ферр'є       |
| Н                 |  | Жан Олексяк       |
| Н                 |  | Кес Рейверс       |
| Н                 |  | Івон Гужон        |
| Н                 |  | Арман Фуїльєн     |
| Н                 |  | Мішель Крістобаль |
| Головний тренер:  |  |                   |
| Мануель Фернандес |  |                   |

| В                |  | Гі Руссель       |
| З                |  | Рішар Буше       |
| З                |  | Рене Плеймелдінг |
| З                |  | Гі Нунжессе      |
| ПЗ               |  | Робер Бокші      |
| ПЗ               |  | П'єр Каузак      |
| Н                |  | Казанова         |
| Н                |  | Саїд Браїмі      |
| Н                |  | Ауліс Рюткенен   |
| Н                |  | Абделхамід Бушук |
| Н                |  | Рене Дерьоддр    |
| Головний тренер: |  |                  |
| Жюль Біжо        |  |                  |